# Mei (konkubin)
Noble Consort Mei, född 1835, död 1890, var en manchuisk adelskvinna. Hon var en av Xianfeng-kejsarens konkubiner.
Hon tillhörde en av de Åtta fänikornas familjeklaner. Hon valdes ut till det kejserliga haremet i den förbjudna staden i Peking. 
Hon lät 1855 prygla en hovpiga och skrattade och skämtade med en eunuck medan bestraffningen pågick. Incidenten väckte skandal och förargade kejsaren så, att Mei fråntogs sin titel och ställning och gjordes till hovpiga själv, medan hennes familj gjordes till slavar under en månads tid. Detta återställdes inte bara för hennes familj utan även för henne själv efter en tid. 